# Anastasiya Dmytriv
Anastasiya Dmytriv Dmytriv (Leópolis, Ucrania, 7 de agosto de 2008) es una deportista española que compite en natación adaptada. Ganó tres medallas en los Juegos Paralímpicos de París 2024. Medalla del Deporte en el Día de la provincia de Almería en 2024.
En 2025 recibió la Medalla de Andalucía al Deporte.

## Palmarés internacional
| Juegos Paralímpicos | Juegos Paralímpicos | Juegos Paralímpicos | Juegos Paralímpicos                |
| Año                 | Lugar               | Medalla             | Prueba                             |
| ------------------- | ------------------- | ------------------- | ---------------------------------- |
| 2024                | París (Francia)     | Medalla de oro      | 100 braza SB8                      |
| 2024                | París (Francia)     | Medalla de bronce   | 200 estilos SM9                    |
| 2024                | París (Francia)     | Medalla de bronce   | 4 × 100 m estilos (34 ptos.) mixto |